# Trakt gliniański
Trakt gliniański (ukr. Тракт Глинянський) – historyczny szlak handlowy biegnący z Tarnopola do Lwowa, wielokrotnie wykorzystywany jako droga wojenna przez ciągnące na Polskę tabuny tatarskie oraz armie kozackie i tureckie.
Szlak ów biegł od Glinian wyżyną opadającą ku północy, a przed Lesienicami opuszczał ją i wiódł na wzgórza. Teren między wzgórzami a ograniczającymi wyżynę bagnami, był dość wąski (od 300 do 600 m) i prowadziły z niego do lwowskiego gościńca dwa wąwozy.
Na trakcie gliniańskim dochodziło do licznych starć wojsk polskich z najeźdźcami, z których najbardziej znaną jest bitwa pod Lesienicami.
Współcześnie łączy się z ul. Łyczakowską (w rejonie łyczakowskim).